# Dinamo Alma-Ata
Dinamo Alma-Ata (russisch: Динамо (Алма-Ата)) war zu Sowjetzeiten ein Sportverein aus der damaligen kasachischen Hauptstadt Almaty, der unter anderem im Wasserball, Ringen, Turnen, Leichtathletik, Bandy und Hockey erfolgreich war. Bekannte Vertreter von Dinamo waren der Turner Waleri Ljukin, der Stabhochspringer Grigori Jegorow, sowie die Ringer Anatoli Nasarenko, Schamil Serikow und Anatoli Bykow. Der Mitbegründer von Spartak Moskau Nikolai Starostin trainierte während seines Exils in Alma-Ata sowohl die Fußball- als auch die Eishockeymannschaft von Dinamo.

## Fußball
Siehe FK Qairat Almaty.

## Futsal
Siehe MFK Kairat Almaty.

## Bandy

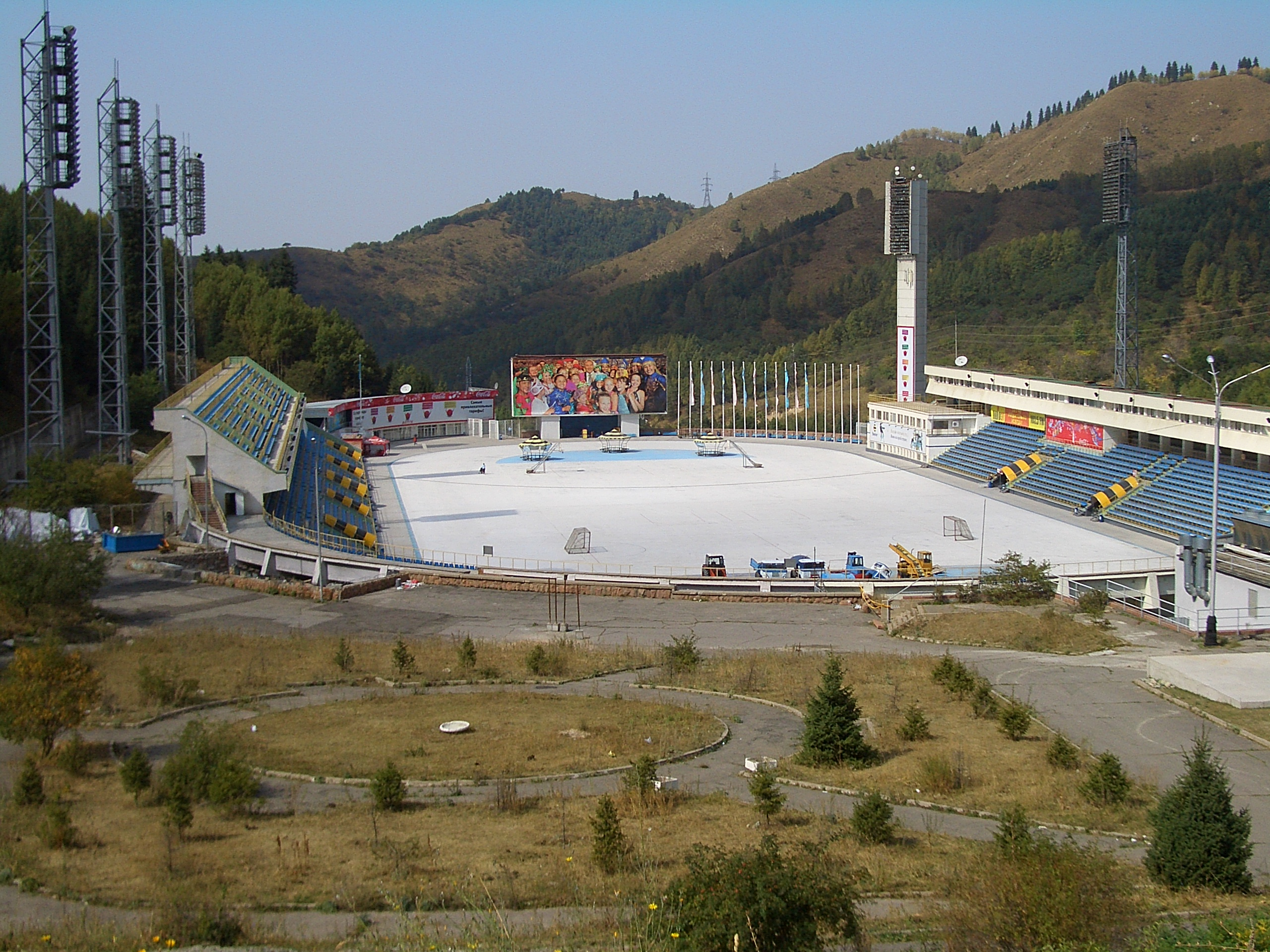
Das Stadion Medeo

1977 und 1990 gewann die Bandymannschaft von Dinamo den sowjetischen Landesmeistertitel und 1978 den Europapokal. Die Spielstätte war das Stadion Medeo.

## Wasserball
1982 erreichen die Wasserballer das Finale im Europapokal. Nach einem 10:7 im Hinspiel für Dinamo, unterlag das Team im Rückspiel den Wasserfreunde Spandau 04 6:10.

## Hockey
| Europapokalbilanz Herren Feld |                    |        |       |             |
| Jahr                          | Wettbewerb         | Niveau | Platz | Ort         |
| 1977                          | Club Champions Cup | 1      | 11    | London      |
| 1978                          | Club Champions Cup | 1      | 12    | Barcelona   |
| 1979                          | Club Champions Cup | 1      | 9     | Den Haag    |
| 1980                          | Club Champions Cup | 1      | 6     | Barcelona   |
| 1982                          | Club Champions Cup | 1      | 1     | Versailles  |
| 1983                          | Club Champions Cup | 1      | 1     | Den Haag    |
| 1984                          | Club Champions Cup | 1      | 5     | Terrassa    |
| 1985                          | Club Champions Cup | 1      | 3     | Frankenthal |
| 1986                          | Club Champions Cup | 1      | 4     | Utrecht     |
| 1988                          | Club Champions Cup | 1      | 4     | Bloemendaal |
| 1989                          | Club Champions Cup | 1      | 5     | Mülheim     |
| 1990                          | Club Champions Cup | 1      | 7     | Frankfurt   |
| 1991                          | Club Champions Cup | 1      | 6     | Wassenaar   |
| 1992                          | Club Champions Cup | 1      | 7     | Amsterdam   |

Die Herren von Dinamo waren die erfolgreichste Hockeymannschaft in der Geschichte der UdSSR. Sie waren 15-facher Landesmeister, vierfacher Vizemeister und fünffacher Pokalsieger. In den Meisterschaften der UdSSR hat Dinamo 612 Spiele durchgeführt, davon 421 gewonnen, 134 unentschieden gespielt und nur 57 Spiele verloren, bei einem Torverhältnis von 1510:386. 
Den größten Erfolg stellen aber die beiden einzigen Siege einer sowjetischen Mannschaft im Europapokal der Landesmeister 1982 und 1983 dar. Bei dem Turnier 1982 in Versailles schlug das Team im Finale den niederländischen Meister HC Klein Zwitserland 4:3 mit folgendem Kader: Minneula Asisow, Sos Airapetjan, Igor Ryschkow, Farit Sigangirow, Oleg Sagorodnew, Juri Apelganets, Serik Kalimbajew, Michail Nitschepurenko, Wladimir Anischenkow, Waleri Beljakow, Alexander Mjasnikow, Marat Schensenbekow, Alexander Gontscharow, A. Slobenko, W. Latypow, S. Schajmerdenow. Ein Jahr später konnte der Titel wieder gegen den gastgebenden HC Klein Zwitserland in Den Haag verteidigt werden.